# Championnat d'Europe des moins de 19 ans féminin de handball 2007
Navigation
Rép. tchèque 2004 Hongrie 2009
Le championnat d'Europe des moins de 19 ans féminin de handball 2007 est la 6e édition du tournoi. Il se déroule en Turquie du 10 au 19 août 2007. Seules les joueuses nées après le 1er janvier 1988 peuvent participer à la compétition.
Le Danemark remporte son deuxième titre dans la catégorie en battant l'Espagne en finale (29-19).

## Résultats

### Tour final
|  | Demi-finales | Demi-finales | Demi-finales | Demi-finales |                               |          | Finale  | Finale  | Finale  | Finale  |
|  |              |              |              |              |                               |          |         |         |         |         |
|  | 18 août      | 18 août      | 18 août      | 18 août      |                               |          | 19 août | 19 août | 19 août | 19 août |
|  | Danemark     | Danemark     | 29           | 29           |                               |          | 19 août | 19 août | 19 août | 19 août |
|  | Danemark     | Danemark     | 29           | 29           |                               |          | 19 août | 19 août | 19 août | 19 août |
|  | Roumanie     | Roumanie     | 24           | 24           |                               |          | 19 août | 19 août | 19 août | 19 août |
|  | Roumanie     | Roumanie     | 24           | 24           | Danemark                      | Danemark | 29      | 29      |         |         |
|  | 18 août      |              |              |              | Danemark                      | Danemark | 29      | 29      |         |         |
|  |              |              | Espagne      | Espagne      | 19                            | 19       |         |         |         |         |
|  | Espagne      | Espagne      | Espagne      | Espagne      | 19                            | 19       | 29      | 29      |         |         |
|  | Espagne      | Espagne      |              |              |                               |          |         | 29      |         |         |
|  | Suède        | Suède        | 22           | 22           |                               |          |         |         |         |         |
|  | Suède        | Suède        | 22           | 22           | Match pour la troisième place |          |         |         |         |         |
|  |              |              |              |              |                               |          |         |         |         |         |
|  | 19 août      |              |              |              |                               |          |         |         |         |         |
|  | Roumanie     | Roumanie     | 36           | 36           |                               |          |         |         |         |         |
|  | Roumanie     | Roumanie     | 36           | 36           |                               |          |         |         |         |         |
|  | Suède        | Suède        | 31           | 31           |                               |          |         |         |         |         |
|  | Suède        | Suède        | 31           | 31           |                               |          |         |         |         |         |

## Le vainqueur
| Champion d'Europe des moins de 19 ans 2007 Danemark 2e victoire |

## Classement final
Le classement final de la compétition est :
| Rang                      | Équipe    |
| ------------------------- | --------- |
| Médaille d'or, monde      | Danemark  |
| Médaille d'argent, monde  | Espagne   |
| Médaille de bronze, monde | Roumanie  |
| 4                         | Suède     |
| 5                         | France    |
| 6                         | Slovénie  |
| 7                         | Russie    |
| 8                         | Hongrie   |
| 9                         | Allemagne |
| 10                        | Serbie    |
| 11                        | Pays-Bas  |
| 12                        | Norvège   |
| 13                        | Pologne   |
| 14                        | Autriche  |
| 15                        | Turquie   |
| 16                        | Lituanie  |

## Effectif des équipes sur le podium

### Champion d'Europe:Danemark
Composition de l'équipe:
- Kristina Kristiansen
- Louise Lyksborg
- Mie Augustesen
- Line Jørgensen
- Lærke Møller
- Sabina Rasmussen
- Anne-Kathrine Bruun Østergaard
- Amalie Grav Sørensen
- Christine Aaling
- Mia Boesen
- Camilla Dalby
- Rikke Skov Myrup
- Susan Thorsgaard
- Sandra Toft

### Deuxième:Espagne
Composition de l'équipe:
- Mercedes Castellanos
- Ma del Mar Lujan Suárez
- Alba Albadalejo Sanchez
- Nerea Pena
- Nuria Gracia Arderiu
- Ana Vicente Ortiz
- Veronika Canon Garcia
- Raquel De la Cruz Gomez
- Beatriz Escribano
- Cristina Lujan Suárez
- Carmen Martín
- María Núñez
- Llamiley Rodriguez Cubas
- Marta Santos Gallardo

### Troisième:Roumanie
Composition de l'équipe:
- Lia Cristina Sintamarean
- Lucia Marin
- Nicoleta Dincă
- Cristina Neagu
- Patricia Vizitiu
- Constantina Branzan
- Marinela Alexandra Burghel
- Adriana Tacalie
- Roxana Alina Joldes
- Alina Cristina Bratu
- Aura Ivancu
- Ioana Laura Oltean
- Viorica Suba
- Florina Cristina Zamfir